# Gabrsko
Gabrsko je naselje v Občini Trbovlje. Leži na severnem koncu trboveljske doline. Je izhodišče za izlete na bližnje hribe (Mrzlica, Sv. Planina...). Tu se nahaja tudi trboveljsko mestno pokopališče. V Gabrskem se nahajata dve gostilni, Gostišče Račič in Gostilna Brin. Naselje mdr. vključuje mdr. zaselek Rovte.